# Synsphyronus leo
Espèce
Synsphyronus leo est une espèce de pseudoscorpions de la famille des Garypidae.

## Distribution
Cette espèce est endémique du Goldfields-Esperance en Australie-Occidentale. Elle se rencontre dans l'archipel de la Recherche.

## Description
Les femelles mesurent de 5,2 à 5,8 mm.

## Étymologie
Son nom d'espèce lui a été donné en référence au lieu de sa découverte, Lion Island.

## Publication originale
- Harvey, 1987 : A revision of the genus Synsphyronus Chamberlin (Garypidae: Pseudoscorpionida: Arachnida). Australian Journal of Zoology, Supplementary Series, no 126, p. 1-99.